# Морская история Нидерландов
Благодаря своему географическому расположению голландцы стали одной из «морских наций», внеся значительный вклад в развитие технологий и судостроения. Их авторству принадлежат новые типы судов (тьял, влибот, хольк и т. д.) и морские технологии (проекция Меркатора, «астрономические кольца» и т. п.). Благодаря морским учебным заведениям и службе в адмиралтействах страна получила большое количество морских офицеров, среди которых наиболее выдающимися являются Михаил де Рюйтер, Мартен Тромп, Ян Кинсберген, Карел Дорман. В современном мире Нидерланды занимают одну из лидирующих позиций в морских перевозках, а также яхтостроении. Военно-морские силы страны принимают участие в миротворческих операциях НАТО и ООН.

## Хронология до XVI века

### Доисторическое время
Первые следы жизнедеятельности человека и основания поселений на сегодняшней территории Нидерландов датируются периодом около 250 000 тыс. лет назад. В 1955 году в посёлке Пессе близ города Хогевен была найдена лодка-долблёнка, которая получила название «чёлн из Пессе». С помощью радиоуглеродного метода был установлен возраст находки (около 8200—7600 гг. до н. э.), которая оказалась, таким образом, древнейшей известной в мире лодкой-долблёнкой.
Поскольку в настоящее время установлено, что культура колоколовидных кубков, существовавшая в 2800—1900 гг. до н. э., возникла в Нидерландах и оттуда распространились на Британские острова, можно говорить, что уже в то время у населения Нидерландов был достаточно качественный водный транспорт, учитывая сложные навигационные условия Северного моря.
Проживающие на этой территории мезолитические общины в период с VII по VI век до н. э. обратились к рыбной ловле и занимались больше морским промыслом, чем охотой на крупную дичь и собирательством.

### Период Римской экспансии
К началу нашей эры на территории «Нижних Земель» переселились племена, наиболее известными и многочисленными среди которых были фризы и батавы. Впоследствии именно по ним пришлись главные удары войска Юлия Цезаря, которое и положит конец правлению батавских правителей. Однако задолго до этих событий именно фризы и батавы оказывали самый яростный отпор римлянам и заставили с собой считаться настолько, что последним приходилось арендовать право рыбной ловли в водах Фрисландии. Авторитет фризов как мореходов и купцов уже во II—III веках был настолько велик, что Северное море называлось «Фризским морем». Килевые суда римлянам были уже известны, однако у фризов и батавов было два своих типа морских судов — когги и хольки. На фризских коггах осуществлялись плаванья от устья Рейна до берегов Скандинавии. Когги имели плоское дно; из-за этой особенности они незаслуженно считались легко опрокидывающимися и непригодными для морских плаваний. Однако именно такая конструкция дна было необходима для осуществления плаваний в Скандинавию. В те времена из-за отсутствия навигационных приборов и маяков существовало только каботажное плавание, в ходе которого ориентировка выполнялась по приметам на берегу. Все дно от устья Рейна до северной части Ютландского полуострова — это ватты (осушаемые во время отливов мели), поэтому только на плоскодонном когге можно было идти в прямой видимости берега. Такие типы судов были незаменимы при навигации в условиях илистых ватт. Эти сведения представляют фризов высокоразвитым народом с прогрессивным судостроением и судоходством. В Юго-Западном районе Северного моря фризы использовали другой тип судов, а именно круглодонные продолговатые корабли с низкими бортами — хольки. Внутри такие корабли имели плоское дно, длинные плоские бак и корму. Последние были необходимы для управления хольком, который имел в качестве рулей лишь два весла — по одному на носу и на корме. Фризы использовали хольки для торговли с Англией, а начиная с VIII века и со славянами. И хольки, и когги относились к классу парусных судов. Отношение к плавсредствам было настолько уважительным, что существовали захоронения женщин и мужчин в своих лодках или их каменных имитациях.

### Средние века

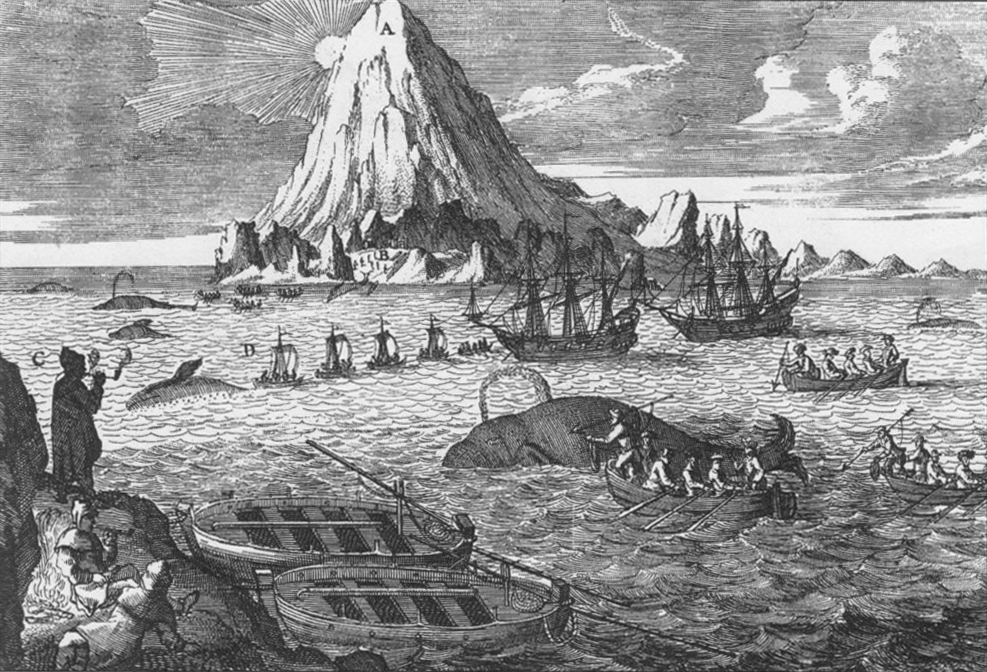
Китобойный промысел

Голландская промышленность эпохи феодализма занимала ведущее место в Европе. Благодаря географическому расположению страны и природных факторов судостроение, торговля и рыболовство составляли весомую часть экономики. Постепенное опускание морского побережья Нидерландов вносит свой вклад в развитие судоходства. В это время судостроение также широко развивается в портовых городах Португалии, Англии, Испании, Северной Германии. На севере Голландии одной из важнейших отраслей хозяйства были рыболовство и связанное с ним судостроение; почти все прибрежные города современных провинций Голландии и Зеландии специализировались на добыче и переработке сельди. Крупнейшим центром судостроения был Хоорн. Увеличение тоннажа судов приводило к тому, что крупные суда в большинстве случаев должны были вставать на якорь у острова Тексель и перегружать свои грузы на суда меньшего размера, которые могли перевезти его на материк, к примеру, в Амстердам. Эта традиция сохранялась на протяжении многих веков.

## Хронология после XVI века

### XVI—XVIII века от освободительной революции до упадка
К XVI веку, после освободительной революции и создания Республики Соединенных провинций, новообразованная страна обрела экономическое благополучие и являлись самой густонаселённой страной Европы. На территории семи провинций было компактно сконцентрировано более 300 городов и 6500 деревень. Антверпен был самым крупным портовым городом Брабанта и торгово-финансовым центром. Мануфактуры провинций Фландрии и Брабанта были связаны с ним экспортом английского сукна, стеклянных изделий, мыла и других товаров. Обустроенный на высоком уровне порт Антверпена был местом стоянки множества кораблей многих государств, включая испанские и португальские колонии. Однако после разделения Нидерландов на две части роль этого города отходит на второй план и экономическое влияние переходит к Амстердаму. В провинциях Голландия, Зеландия и Сеньория Утрехт мануфактуры преимущественно работали на производство в больших объемах корабельного снаряжения и парусины. Как и в остальных морских странах, голландское мореходство и кораблестроение выходили на новый уровень. Этому способствовал экономический рост, вызванный рыболовством и торговлей. Порты Амстердам, Миделбур, Флиссинген вели активную торговлю с Англией, Шотландией, странами Балтики и Русским Царством. О развитии кораблестроения говорит тот факт, что даже Испания заказывала на судоверфях Фландрии постройку галеонов по своей технологии. Судно, которое называлось когг, использовалось для торговли и ходило по Балтийскому и Северному морям. Сельскохозяйственные провинции Гельдерн, Дренте, Оверейссел реализовывали через другие голландские порты продукты растительного и животного происхождения и через эти же порты получали недостающие импортные товары.
Чтобы конкурировать с Испанией и Португалией в морском доминировании и открытии новых колоний, Республика Соединённых провинций аккумулировала усилия по созданию и улучшению флота и морской навигации. Торговля с странами Балтики и Скандинавией играла решающую роль, поскольку территория Нижних земель очень скудна в плане лесных насаждений, которые исключительно важны в судостроении. Практически все нужные судостроительные материалы импортировались из Германии, Польши, Швеции (импорт дуба), Норвегии и стран Балтики (импорт ели и сосны), Выборга и Финляндии (смола), Швеции (медь и железо), Франции и Гданьска (парусина). Во многих странах голландская сельдь и треска была известна и высоко ценилась, а также выступала основным продуктом торговли. Именно рыбная ловля в Северном море внесла значительный финансовый вклад в экономику Республики Соединенных провинций. В XVI веке около 66 % всего товарооборота между странами Западной Европы перевозилось на голландских судах, поскольку именно эти корабли имели преимущество с точки зрения размера, конструкции и манёвренности.
Этот период характеризуется соперничеством с Англией в области судоходства, морской торговли и рыболовства. Враждебность увеличивалась и накапливалась с годами, что привело к развязыванию череды англо-голландских войн: 1-я война (1652—1654 гг.), 2-я война (1665—1667 гг.), 3-я война (1672—1674 гг.), 4-я война (1780—1784 гг.). На территории Республики Соединенных провинций было создано пять адмиралтейств под руководством пяти адмиралов. В отличие от англичан, голландцы имели мало военных кораблей и в случае войны часто вооружали и нанимали торговые корабли, чьи боевые качества были невысоки. Примером тому может служить голландское судно — пинас, которое в случае военной угрозы на ходу переоборудовалось в боевое. Основой такого флота служили парусные суда, в то время как гребные использовались лишь для нужд местного плавания. Низкие боевые возможности нидерландского флота повлекли за собой поражение в первой англо-голландской войне; после нее Соединённые провинции занялись постройкой и реорганизацией военного флота, который одержал немало славных побед в ходе второй и третьей войн. Примером известного военного голландского корабля является флагман Михила де Рёйтера «Семь провинций».
В середине XVI века на судоверфях Фламандии начали строить улучшенный тип судна, который получил название фламандская каракка. Среди её особенностей были: закругленные и немного загнутые вовнутрь борта, что затрудняло абордаж, на фок- и грот-мачтах располагались прямые паруса и дополнительно марселя, а на бизани — косые парус.

### Эпоха географических открытий

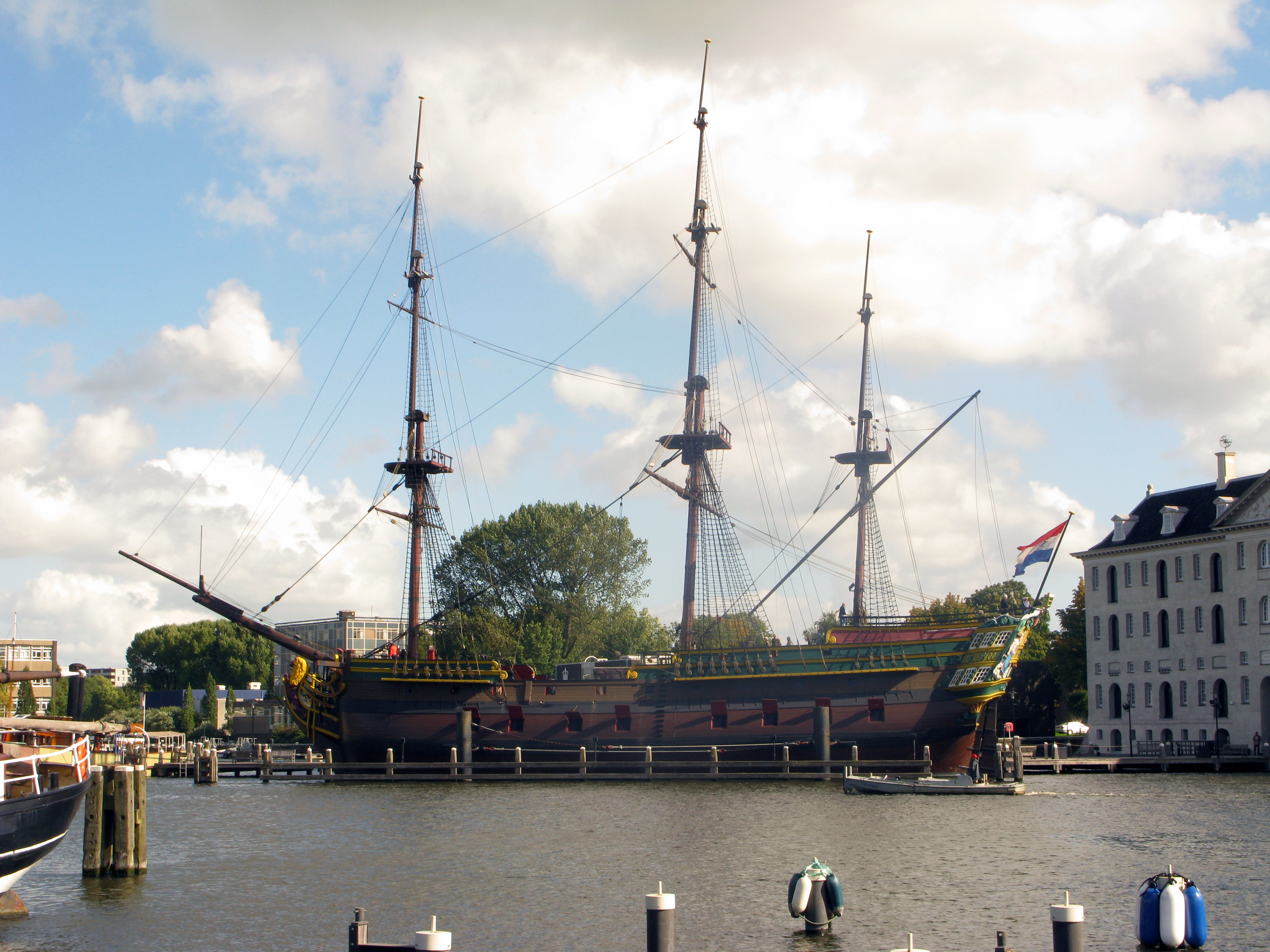
Реплика голландского корабля «Амстердам» времен Ост-Индской компании

В XV веке развитие судостроения и техника навигации достигли такого уровня, при котором стали возможными морские переходы на значительные расстояния. Период конца XV — начала XVI века ознаменовался событиями, которые получили название Великие географические открытия. Первенство в этом процессе было за португальскими и испанскими мореплавателями, после чего к ним присоединилась и голландцы. Поскольку снаряжение экспедиции для открытия новых земель требовало значительных капиталовложений, Генеральные Штаты приняли решение объединить все мелкие финансовые организации, которые 20 марта 1602 года вошли в состав Ост-Индской акционерной компании. Достигнутые значительные результаты в этой деятельности позволили открыть в 1621 году вторую палату — Вест-Индскую акционерную компанию. Предтечей создания этих двух компаний стало слияние 18 акционеров вокруг Корнелиуса Хотмана (нидерл. Cornelius Hoitmann) в 1594—1596 годах.
Целью первой компании была экономическая деятельность на территории современной Индонезии, снабжение и торговля специями, которые приносили акционерам сверхприбыль. Ост-Индская же компания, в свою очередь, должна была воевать с Испанией и Португалией, которые доминировали на колониальном и рабовладельческом рынке.
Для открытия новых земель и увеличения товарооборота за счет колоний, Генеральные Штаты аккумулируют все доступные средства и усилия для постройки флота и снаряжения экспедиционных кораблей. Среди них самыми знаменитыми были «Амстердам», «Батавия», «Дёйфкен», «Эндрахт», «Халве Ман», «Мермин». Голландские мореплаватели открыли или основали новые колонии в Западной Африке, Северной Америке и Карибах, Южной Америке, Южной Азии, Дальнем Востоке.
По информации французских источников, в 1669 году голландский флот насчитывал около шести тысяч единиц (не включая лодки и галиоты). При этом водоизмещение судов было не менее 100 тонн при команде из 8 человек минимум, что говорит об грузообороте в 600 тыс. тонн и штате около 48 тыс. моряков. Те же сведения говорят об значительном преимуществе голландских моряков перед остальными, поскольку они требовали меньше жалования, обходились урезанным рационом питания и при строительстве кораблей экономили на материалах. Голландские судоверфи были вне конкуренции благодаря близости к странам Балтики и Скандинавии (значительно меньшая стоимость доставки материалов для строительства судов) и передовым технологиям, снижавшим время и стоимость изготовления (механические пилы, мачтоподъёмные машины, производство взаимозаменяемых запасных частей).
К XVIII веку ослабление Республики Соединенных провинций с её устаревшим флотом привело к разорению Ост-Индской и Вест-Индской компаний.
Вплоть до середины XVIII века голландцы сохраняли своё превосходство в китобойном промысле. Во время череды войн с Англией, а также борьбы против каперов голландским китобоям был нанесен ощутимый ущерб. В течение второй половины XVIII века английский китобойный промысел достиг подавляющего доминирования и голландский китобойный промысел пошёл на спад, поскольку голландским китобоям приходилось часто вступать в борьбу против превосходящих в технологическом плане кораблей противников. В 1798 году английское правительство выделило военные корабли для защиты английских китобойных судов, а заодно и для захвата китобойных судов голландцев. После всех этих событий голландский китобойный флот был практически уничтожен и уже больше никогда не смог вернуть себе первенства.

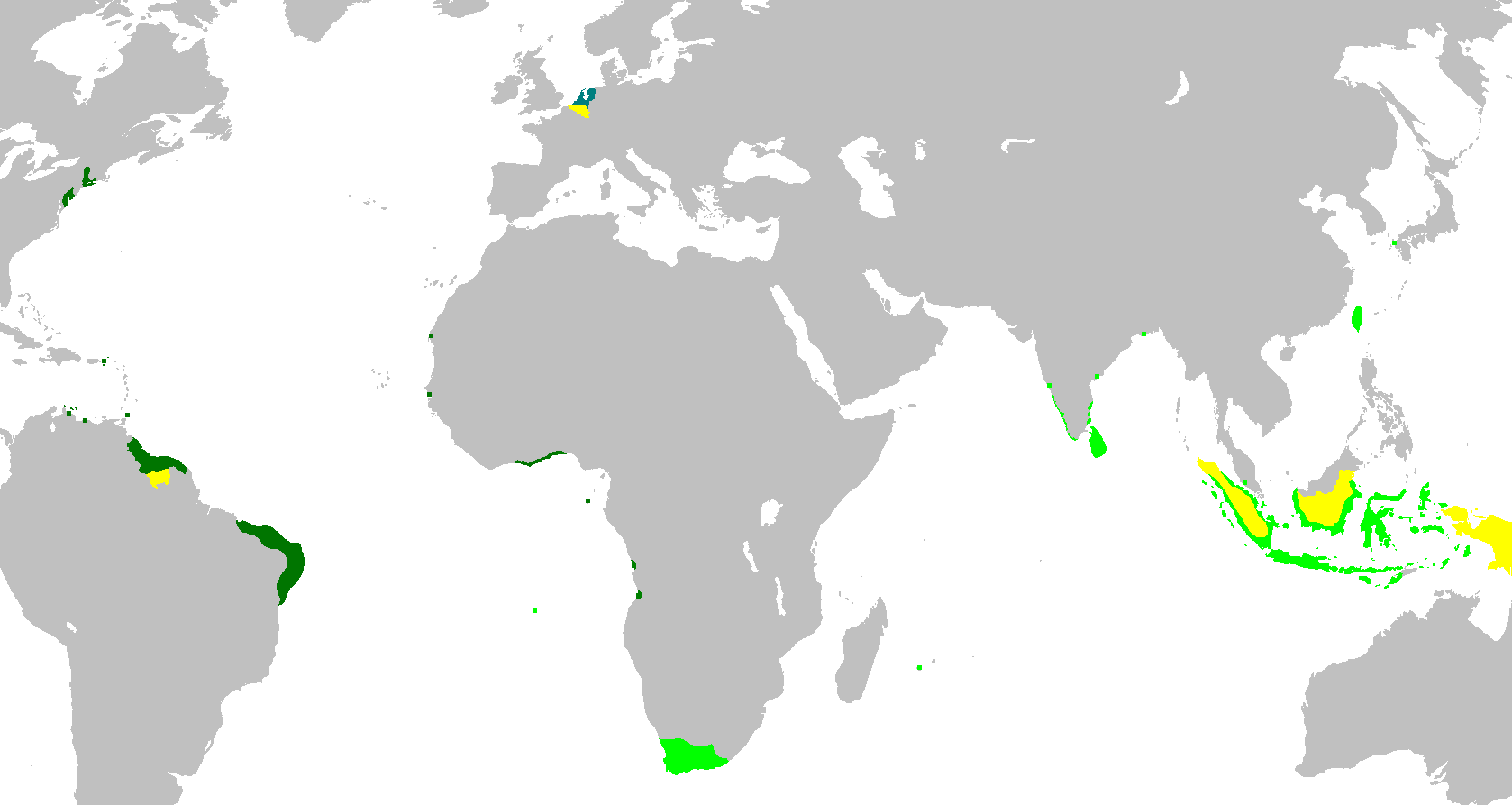
Карта голландских колоний

### XX век
После 1900 года претерпело значительные изменения соотношение промышленного и спортивного рыболовства Нидерландов. В первые годы двадцатого века внутренним рыбным промыслом в коммерческих целях занимались около 4500 человек. На сегодняшний день их количество не превышает нескольких сотен. С научно-техническим развитием сократилось количество наёмных работников в этой сфере, поскольку работу, которую раньше выполняло около трёхсот рыбаков, сейчас способны выполнить всего пятнадцать. В этот период отмечался рост численности рыболовов-любителей, с нескольких тысяч до полутора миллионов.
Правительство Нидерландов выделяло значительные дотации для поддержки голландских предпринимателей, которые пытались бороться с конкуренцией в международном китобойном промысле. Некачественные судостроение и подготовка моряков рассматривались как основные факторы в поиске объяснения неудач голландской китобойной промышленности в конце XIX — начале XX века. В период с 1946 по 1964 г. участие Нидерландов в китобойном промысле в Антарктике повсеместно осуждалось. Протесты населения, общественных организаций и поддержка правительства привели к тому, что в 1964 году последнее голландское китобойное судно «Виллем Баренц» было продано японской китобойной компании, что и послужило окончанием вековой истории голландского китобойного промысла.
В начале XX века перед Нидерландами стал вопрос о поиске путей выхода из кризиса и преобразовании экономики страны. Решением этой проблемы послужила новая система налогообложения в Голландской Ост-Индии. Принципом этой системы стало правило «20-процентный налог на всё». Оно доказало свою эффективность при получении прибыли от торговли кофе и сахаром. Способствовало этому и увеличение свободы торговли, а также активное использование Суэцкого канала, что значительно сокращало время пути на Восток. После этих изменений колонии стали привлекательными для инвестирования и вложения частного капитала, что, в свою очередь, способствовало возрождению экономики Нидерландов. В стране начали внедрять новые технологии, в том числе связанные с судостроением и судоходством, были построены новые водные пути, порты. Одновременно происходит поэтапная замена старых типов двигателей на новые, более эффективные. Благодаря этому Нидерланды заняли 5-е место в мире по судостроительству и товарообороту. Водоизмещение голландского флота составляло 1,4 млн тонн[когда?]. В период после первой мировой войны правительство Нидерландов вновь сконцентрировало финансовые влияния в восстановление и развитие портовых сооружений, судостроения, каналов и дамб, поскольку экономика страны напрямую зависела от морских перевозок и связанных с ними отраслями. К концу 1930-х годов экономика страны стала процветающей, в чём большая заслуга отводилась нефтедобывающей отрасли, а также судовому фрахтованию. Затянувшийся экономический кризис после второй мировой войны и колониального разделения преодолевался в большой степени благодаря компании «Ройял-Датч Шелл», которая применила новые технологии в морской добыче газа, а также судостроении с последующей морской перевозкой сжиженного газа.
В 1980-х годах на судоверфи Batavia Yard (Batavia Werf) под руководством Виллема Воса (нидерл. Willem Vos) было начато строительство реплик парусников Ост-Индской компании «Батавия» и «Семь провинций», как символов голландской истории и возрождения морской культуры. Первое судно строилось около десяти лет и было завершено в 1995 году, после чего было начато второе.

### XXI век и современное состояние
Конец ХХ и начало XXI века характеризуется широким развитием кардинально новых типов судов — кораблей на подводных крыльях, на воздушных подушках, экранопланов, которые стали отображением новых достижений не только судостроения, но и смежных ему отраслей. Нидерланды, как морское государство XXI века, ориентируется на стандарты IMO (Международной морской организации). Суда, которые строятся на голландских верфях, обладают качественной сборкой и отвечают требованиям безопасности на море. При этом полностью соблюдаются экологические нормы и требования.

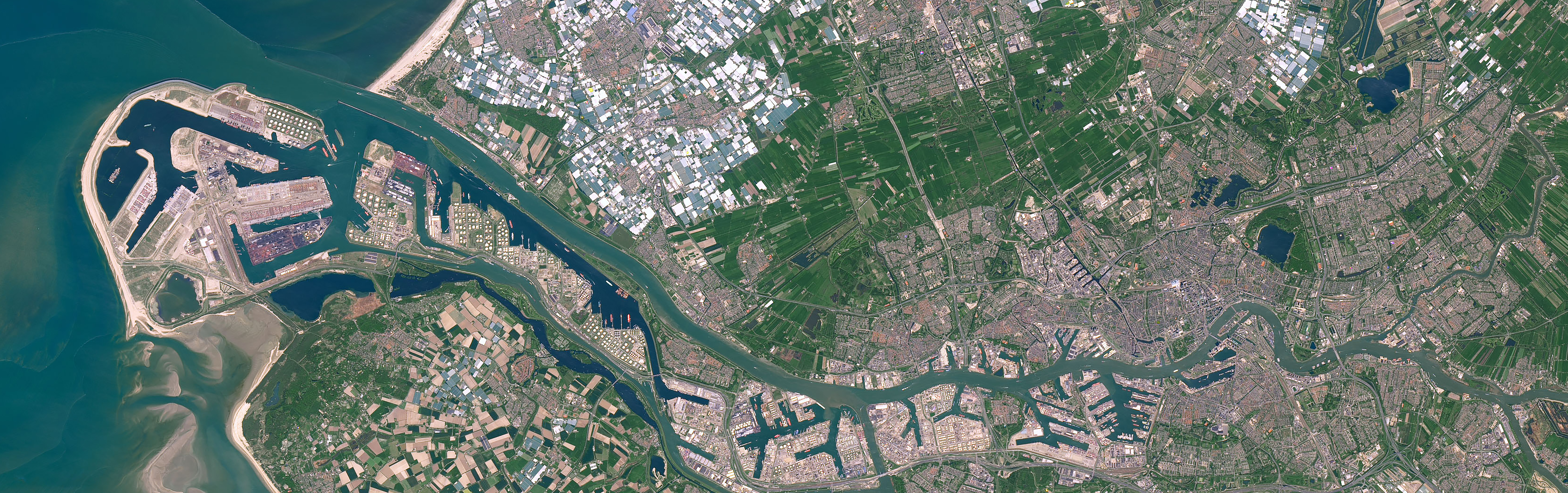
Вид на порт Роттердам

Морские перевозки являются самым популярным видом перевозок (уступая лишь автомобильному), что обусловлено доступностью и сравнительно низкой стоимостью. Морской транспорт занимает второе место благодаря огромным пространствам Мирового океана и активизации на протяжении последних нескольких десятилетий морских межконтинентальных перевозок. На сегодняшний день морской торговый флот Нидерландов насчитывает около 550 судов, тем самым занимая 3-е место в ЕЭС и 20-е в мире. С учётом буксиров, лоцманских и каботажных судов общая численность флота превышает 1000. Состав морского флота Нидерландов в своем большинстве представлен балкерными и контейнерными перевозками. Около 30 % флота приходится на долю танкеров.
Всего в мире на начало XXI века насчитывалось более 2,2 тыс. крупных портов. По общему грузообороту порт Роттердама входит в десятку крупнейших портов мира. Основу его специализации составляют массовые грузы — нефть и нефтепродукты (от 30 до 50 % грузооборота), уголь и руда (до 15 %), зерно, удобрения (до 15 %). Второй по значимости морской порт Нидерландов, на долю которого приходится десятая часть от грузооборота Роттердама — Амстердам. Его специализация — перевозка штучных товаров, а также минеральных масел, кормов.
Ряд морских портов расположен на внутренних водных путях на значительном удалении от моря (Алкмар, Гронинген, Дордрехт, Мааслёйс, Неймеген, Схидам, Тернёзен, Зандам). Это, безусловно, усложняет подходы к ним, но способствует улучшению погрузочно-разгрузочных работ и обслуживанию судов. Поддержание эксплуатационных глубин на подходах к портам и на их акватории сопровождается большим объёмом дноуглубительных работ. Географическое положение ряда портов вызывает повышенную потребность в буксирном флоте. По внутренним водам Нидерландов в год перевозится около 200 миллионов тонн грузов. Порты Нидерландов объединены в ассоциацию. Вопросами проектирования и строительства новых портов занимается Нидерландский комитет по консультации проектов морских портов (Dutch Committee for Consultation on Seaport Projects).
В результате образования Евросоюза, роль Нидерландов, как транспортного узла Западной Европы возросла. Параллельно с этим выросла и роль портов Роттердама и Амстердама, как перевалочных пунктов нефти и нефтепродуктов, газа, металлов, руд, сельскохозяйственной продукции. Сегодня в Нидерландах функционирует около 100 судостроительных и судоремонтных верфей, а также 750 компаний-поставщиков оборудования. В этой отрасли работает более 35 тысяч человек. Годовой торговый оборот отрасли составляет 8,8 миллиардов евро, из которых 4,6 миллиардов — доля экспорта.
В XXI веке Нидерланды по-прежнему занимают одну из лидирующих позиций в судостроении и судоходства. Среди голландцев распространен отдых на яхтах, что отразилось на развитии яхтенной инфраструктуры в целом. По данным HISWA (Национальная яхтенная ассоциация), на воде числится порядка 174 000 малых судов и ещё 100 000 пребывают на суше. Самыми активными регионами по их использованию являются Фрисландия и Северная Голландия, где базируется треть малого флота страны. Ввиду традиционного дефицита сырья в стране, производители яхт и оборудования к ним чувствительны к мировым колебаниям цен на сырьё и зависимы от импорта. По данным 2013 года, более 40 % голландских компаний по производству яхт и оборудования к ним пережили спад производства. Нидерланды занимают второе место в мире, после Италии, по объёму производства и оборота суперъяхт.
Королевский военно-морской флот Нидерландов на сегодняшний день представлен 23 кораблями. Он выполняет миротворческие задачи под эгидой НАТО. Основу голландского флота составляют фрегаты ПВО класса De Zeven Provinciёn стоимостью 800 миллионов долларов и транспортные корабли класса Karel Doorman стоимостью 400 миллионов долларов, а также дизельные подводные лодки класса Walrus.

## Морские учебные заведения Нидерландов
На сегодняшний день в Нидерландах существует целый ряд учебных заведений, которые готовят бакалавров и магистров в сфере судовождения, логистики и водных перевозок, судостроения и инжиринга:
- Netherlands Maritime University (Роттердам);
- Erasmus University Rotterdam (MSc Course in Maritime Economics and Logistics (MEL)), (Роттердам);
- Rotterdam Mainport University (Роттердам);
- Shipping and Transport College Group (Роттердам);
- Maritime Institute Willem Barentsz(Терсхелинг);
- De Ruyter Academy (Флиссинген).

## Транспортные средства
Транспортные средства, которые были найдены на территории Нидерландов, проектировались либо строились на голландских судоверфях:
| Название                  | Период                                                                                            | Описание | Изображение |
| ------------------------- | ------------------------------------------------------------------------------------------------- | --- | ----------- |
| Плот                      | Со времен доисторического периода                                                                 | Простейшее транспортное средство, которое не требует каких либо специальных навыков. Материалом для создания служили древесина, камыш. Приводится движением с помощью ручной силы.                                                                         |             |
| Лодка-долблёнка           | Датировка — ок. 8200—7600 гг. до н. э.                                                            | Самодельная лодка, изготовленная из цельного дерева. Самые первые образцы не имели киля, а впоследствии были улучшены до моделей с мачтой. |             |
| Когг                      | Первые упоминания датируются VII веком. В 2011 году был найдет когг, затопленный около 1420 года. | Средневековое одномачтовое палубное парусное судно с высокими бортами и мощным корпусом, оснащённое прямым парусом площадью |             |
| Галера                    |                                                                                                   | Большое парусно-гребное судно с одним или несколькими рядами весел, бывшее в употреблении для военных целей. |             |
| Бюйс (датский бот)        | Использовался в период с V века по XIX век                                                        | Одномачтовое судно с крытой палубой, 3 косыми парусами, полными обводами и балластом. Отличается высокой мореходностью. В разных вариациях и с изготовлением из разного материала известно на протяжении 14 веков                                          |             |
| Тьялк                     | первое упоминание в 1673 г.                                                                       | Голландский тип грузовых парусных судов, приспособленных для плавания по мелководным и прибрежным водам Нидерландов. Являлись плоскодонными с широким корпусом и малой осадкой. Нос и корма отличались закруглёнными формами. Борта были с завалом внутрь. |             |
| Влибот (нидерл. Vleiboot) | XVI—XVII вв.                                                                                      | Фрисландский влибот — парусное, грузовое судно. Предок голландского флейта. |             |
| Флейт                     | XVI—XVIII вв.                                                                                     | Трёхмачтовое вооружённое судно, корпус с завалом бортов к верху. Впервые был использован штурвал. |             |
| Йол                       | с XVII века                                                                                       | Изначально йол использовался как прибрежный рыболовный бот. Основная движущая сила — вёсла, второстепенная — парус на съёмной мачте. |             |
| Шхуна                     | с XVII века                                                                                       | Изначальная версия корабля имела две мачты с гафельными парусами и использовались для каботажных перевозок. Впоследствии количество мачт было увеличено до пяти.                                                                                           |             |
| Статеняхт                 | с XVII века                                                                                       | Один из видов классической яхты — лёгкого, быстрого судна для перевозки отдельных персон, оборудованное палубой и каютой (каютами). Нидерландская Statenjacht была спроектирована для членов Генеральных Штатов.                                           |             |
| Пинас                     | с XVI века                                                                                        | Парусно-гребное судно, которое по своей конструкции было разборным. Прежде всего пинас был средним торговым судном с одной или двумя палубами, которые иногда изменяли, чтобы он превратился в военный корабль класса фрегат.                              |             |
| Зомп (Zomp)               | с XVII по XX век                                                                                  | Деревянное одномачтовое судно, класса баржа, с большой осадкой. Предназначен для плавания по рекам и морскому мелководью. |             |
| Гукор                     | с XIII по XV вв.                                                                                  | Парусное двухмачтовое судно с широким носом и круглой кормой. Использовалось как рыбачья лодка. |             |
| Хольк                     | с XI по XIV вв.                                                                                   | Небольшая парусная лодка со скруглённым корпусом. Впоследствии имела до трёх мачт. Послужила основой для создания рыболовецкого судна, специально предназначенного для вод Северного моря.                                                                 |             |
| Фрегат                    | XXI век                                                                                           | Самым знаменитым фрегатом военно-морских сил Королевства Нидерландов является Hr. Ms. Tromp. |             |

## Голландские технологии, связанные с морем
Голландские учёные, мореплаватели и исследователи внесли весомый вклад в развитие и становление морской науки и смежных с ней областей других наук. Изобретения и улучшения в области картографии, механики, астрономии, геометрии, юриспруденции облегчали и сподвигали на новые открытия.
| Описание | Автор                             | Дата                      |
| --- | --------------------------------- | ------------------------- |
| Усовершенствование так называемого посоха Якова, инструмента, служащего для измерения углов при астрономических наблюдениях, который используется в астрономии, навигации и геодезии. Усовершенствование астролябии. Создание прибора, называемого «астрономические кольца». Улучшение атласа Петера Апиана. | Фризиус Гемма                     | вторая половина XVI века  |
| Триангуляция как картографический метод межевания (метод подобия треугольников) при проведении геодезических измерений. | Виллеброрд Снелл                  | вторая половина XVI века  |
| Проекция Меркатора — одна из основных картографических проекций. | Герард Меркатор                   | вторая половина XVI века  |
| Первый печатный атлас из морских навигационных карт «Spieghel der Zeevaert» («Зеркало Морей»), включающий данные глубин, отмелей, подводных камней и мелководья, мест якорных стоянок, указания средних величин пролива.                                                                                     | Лука Вагенер                      | вторая половина XVI века  |
| Первая систематизация и нанесение на карту созвездий Южного полушария в атласе Uranometria. В нём было описано 135 звёзд южного неба, составленных в 12 новых созвездий. | Фредерик де Хаутман, Питер Кейзер | начало XVII века          |
| Первая детализированная карта Тихого океана. Выдвижение идеи о дрейфе материков/ | Абрахам Ортелий                   | вторая половина XVI века  |
| Идея о свободе морей, судоходства и торговли, развитая в правовой принцип в книге «Mare Liberum» («Свободное море»), которая, по сути, послужила основой современного морского права. | Гуго Гроций                       | начало XVII века          |
| Конструкция маятниковых часов с колебательным механизмом, который основан на колебаниях подпружиненного тела | Христиан Гюйгенс                  | вторая половина XVII века |
| Строительство первой в мире действующей подводной лодки из дерева, обтянутого кожей. | Корнелиус Дреббель                | начало XVII века          |